# Марко Семов
Марко Атанасов Семов е български писател, журналист, сценарист, есеист, народопсихолог, професор в Софийския университет „Св. Климент Охридски“ и член-кореспондент на БАН.

## Биография
Марко Семов е роден на 11 юли 1939 г. в с. Видима, Троянско (от 1976 г. квартал на гр. Априлци).
През 1956 г. завършва реална гимназия в гр. Троян. През 1956 г. става и студент във Висшия икономически институт „Димитър Ценов“ – гр. Свищов. След това се прехвърля във ВИИ „Карл Маркс“ в София. През 1961 г. завършва Висшия икономически институт „Карл Маркс“ в София със специалност „Икономика на вътрешната търговия" (диплома от 10 февруари 1962).
Работи в Министерството на вътрешната търговия като секретар на министъра Пеко Таков (1961 – 1962). Литературен сътрудник и редактор в отдел „Пропаганда“ на в. „Работническо дело“ (1962 – 1972). Главен редактор в Комитета за телевизия и радио в Българската телевизия (1972 – 1977). Водещ на публицистичните предавания „Диалози", „Форум“ и на „Предконгресни срещи“ в Българската телевизия.
Записва свободна аспирантура към Института по социология при Българската академия на науките (1973). Доктор по философия (кандидат на философските науки) в Института по социология към БАН с дисертация на тема „Типология и динамика на отрицателните явления в нашия живот“ (1973).
Сценарист на два филма от телевизионния сериал „Синята лампа“ – „Краят на филма“ (IV епизод) и „Разходка с мустанг“ (Х епизод) (1974). Сериалът се изработва от Студия за игрални филми „Бояна“ по поръчка на БНТ.
Хоноруван преподавател в Софийския университет по дисциплината „Теория и практика на журналистиката по вътрешнополитически въпроси“ (от 23 октомври 1976).
Уволнен от Българската телевизия заради изречението „Ние приехме ненормалното в живота си за нормално“ в предаването „Диалози“, което води (1977).
Главен редактор на редакция „Обществено-политическа“ в БНР (1977 – 1979).
Заместник главен редактор на в. „Работническо дело“ (1979 – 1984).
Доцент, утвърден от ВАК (Висшата атестационна комисия) (26 юни 1980). Доцент по съвместителство към Факултета по журналистика на Софийския университет „Климент Охридски“ (6 ноември 1980). Преподава дисциплината „Теория и практика на журналистиката по обществено-политическите проблеми на НРБ“.
Специален кореспондент на в. „Работническо дело“ в Индия (януари – февруари 1981).
Специализация в Академията за обществени науки при ЦК на КПСС, Москва, СССР (1983).
Специален кореспондент на в. „Работническо дело“ в Япония (март-април 1983).
Публикувана е книгата му „За Япония като за Япония“, първият политически пътепис в България, подразнил Политбюро на ЦК на БКП (април 1984). Изданието е иззето от книжарниците, а той е уволнен от в. „Работническо дело“.
Защитава в СНС по литературознание при БАН докторска дисертация на тема „Проблеми на българския характер в публицистичното, художественото и документалното творчество на Захари Стоянов, Антон Страшимиров и Иван Хаджийски“ (16 май 1984). Доктор на филологическите науки, утвърден от Висшата атестационна комисия (31 май 1984).
Доцент във Факултета по журналистика на Софийския университет „Св. Климент Охридски“ (октомври 1984).
Наблюдател по вътрешнополитическите въпроси и заместник-председател на Комитета за телевизия и радио (1984 – 1989).
Водещ на обзорното политическо предаване „Панорама“ по Българската телевизия (1985 – 1987).
Специален кореспондент на Българската телевизия в Монголия (април 1985). Специален кореспондент на Българската телевизия в Турция и Гърция (ноември-декември 1986).
Професор по съвместителство във Факултета по журналистика на СУ „Св. Климент Охридски“ (26 март 1987).
Специален кореспондент на Българската телевизия във Великобритания (ян. 1989).
През май 1989 г. е уволнен от Българската телевизия заради ареста на сина му Атанас Семов в казармата (23 март 1989), обвинен по чл. 107 и 108 от НК за „престъпления срещу социализма и подривна дейност в армията“ и по чл. 273 за „обида на държавния глава“.
Професор на основен трудов договор в катедра „Журналистика и актуална политика“ на Факултета по журналистика към Софийския университет „Св. Климент Охридски“ (7 септември 1989). Член на Академичния съвет на СУ „Климент Охридски“ (октомври 1989). Професор по съвместителство във Факултета по журналистика на СУ „Св. Климент Охридски“ (от 9 ноември 1989).
Публикува първия в България учебник по „Народопсихология“ (в 3 тома) (1993).
Член на Президиума на Висшата атестационна комисия при Министерския съвет (1997 – 2000). Номиниран от Факултета по журналистика и масова комуникация при СУ за експерт на Националната агенция за оценяване и акредитация по „Обществознание и хуманитаристика“ (8 март 1997).
Участва в създаването на Българската национална доктрина „България през 21-ви век“ (края 1997).
Член на Акредитационния съвет на Националната агенция по оценяване и акредитация (6 март 2000-юни 2004).
Редовен член на Френската академия за литература, изкуство и хуманитаристика (2002).
Издава книгата „Изповедта на една атомна централа“ (юни 2002).
Предложен за участие в конкурс за член-кореспонденти (дописни членове) на Българската академия на науките от група академици (5 януари 2004). Член-кореспондент (дописен член) на БАН по Обществени науки (от 20 юли 2004).
Професор в катедра „Комуникации и връзки с обществеността“ на Факултета по журналистика и масова комуникация при СУ „Св. Климент Охридски“ (от 1 април 2004).
В края на януари 2004 година Марко Семов влиза в СЕМ (Съвет за електронни медии) от президентската квота на мястото на доцент Георги Лозанов.
Марко Семов умира на 18 януари 2007 г. в София, след тежко боледуване. Погребан е в Централните софийски гробища.

## Обществена дейност
- 1991 – Председател на културно-просветно дружество „Беседа“.
- 18 декември 1994 – Кандидат за народен представител, водач на листата на Коалиция „Патриотичен съюз“ в 11-и избирателен район – гр. Ловеч.
- 1996 – Съосновател на Фондация „Дарование“.
- 1999 – Член на Съвета за национално развитие при Президента на Република България Петър Стоянов.
- 21 ноември 2000 – Учредител и член на Управителния съвет на Граждански комитет за защита на АЕЦ „Козлодуй“.
- 2001 – Член на Националния алианс „Живот за България“.
- февруари 2001 – Член на Инициативния комитет за тържествено честване на 125-годишнината от Априлското въстание.
- февруари-май 2003 – Председател на жури на националния конкурс към Министерството на образованието и науката за ученическо есе „Ботевата молитва за България“.
- октомври 2003 – Член на Академията „Черноризец Храбър“.
- 22 януари 2004 – Член на Съвета за електронни медии. Назначен от квотата на Президента на Република България Георги Първанов.
- 17 май 2004 – Научен ръководител на Националната конференция „Съдбата на националните езици в бъдещата европейска общност“ в София.
- 1 март 2004 – Учредител и съпредседател на Сдружение за национално съхранение.
- 5 юни 2004 – Председател на жури на националния радиофестивал „Сребърна вълна“ – Албена.

## Памет
На Марко Семов е наречен булевард в София (Карта).

## Членство в професионални организации
- Член на Съюза на българските журналисти.
- Член на Съюза на българските писатели.
- Член на Съюза на учените в България.
- Член на Управителния съвет на Съюза на ловците и риболовците в България.

## Награди и отличия
- 24 май 1982 – Заслужил деятел на културата.
- 2 ноември 1983 – Първа награда на СБЖ за книгата „Мисли насаме“ и за пътеписите от Япония.
- 1984 – Орден „Кирил и Методий“ – I степен.
- след 1984 – Три пъти носител на наградата на читателите (на СБП).
- 1987 – Първа награда на Би Би Си за документалния филм „Земя на богове и хора“.
- 19 октомври 1999 – Почетна награда на Фондация „Д-р Щерев" за статията „Сега пък лекарите ни виновни“, публикувана във в. „Дневен Труд“ в защита на лекарското съсловие.
- декември 1999 – Почетен златен знак на Съюза на ловците и риболовците в България за заслуги към съюза.
- 22 ноември 2000 – Награда „Йордан Йовков“ за белетристика.
- 31 май 2002 – Номинация за държавната награда „Паисий Хилендарски“.
- 2 май 2003 – Награда „Оборище“ на Фондация „Оборище“ (Копривщица) за утвърждаване на българската национална идентичност.
- 30 септември 2003 – Номинация за почетен гражданин на Троян по случай 135-годишнината на града.
- 2004 – Почетна награда на Българския лекарски съюз за романа „Цената“.
- 20 май 2004 – Сертификат за принос в областта на културата на Националния конвент на експертите.
- 31 май 2004 – Награда „Христо Ботев" на издателска къща „Христо Ботев“ за публицистика.
- ноември 2004 – Почетен знак на Софийския университет „Св. Климент Охридски“ – Синя лента.

## Университетски курсове
- 1977 – Актуални проблеми на обществено-политическото развитие на НРБ (СУ, Факултет по журналистика).
- 1977 – 1978 – Теория и практика на журналистиката по вътрешнополитически въпроси (СУ, Факултет по журналистика).
- 1978 – 1980 – Журналистика по обществено-политическите въпроси (СУ, Факултет по журналистика).
- от 1980 – Журналистика по обществено-политическите проблеми на НРБ (СУ, Факултет по журналистика).
- от 1981 – Народопсихология (СУ, Апробация пред студенти по журналистика).
- от 1984 – Народопсихология (СУ, катедра „Философия и социология“).
- от 1989 – Народопсихология (СУ, Факултет по журналистика).
- от 1989 – Есеистика (СУ, Факултет по журналистика и масова комуникация).
- Народопсихология (НАТФИЗ „Кръстьо Сарафов“).
- Народопсихология (Варненски свободен университет „Черноризец Храбър“).
- Народопсихология (Пловдивски университет „Паисий Хилендарски“).

## Книги
- Колелото на историята: Художествена публицистика. София: БКП (В. Търново: печ. Димитър Найденов), 1970, 130 с.
- Когато ви питат за България: 101 въпроса – 101 отговора / Състав. Петър Панов. София: Нар. младеж, 1973, 359 с.
- Тридесет и три крачки към зрелостта: Публицистика. – София: Нар. младеж, 1974. – 152 с.
- Силуети по магистралата: Опит за анализ на динамиката и причините за някои отрицателни явления в нашия живот. София: Наука и изкуство (Ямбол: печ. Георги Димитров), 1975, 235 с.
- Шарени сенки [Разкази, есета, импресии]. София: Отечествен фронт, 1978, 180 с.
  - 2. прераб. и доп. изд. 1984, 213 с.
- По стъпалата на живота: Традиции и отклонения от някои български нрави. София: Наука и изкуство (Плевен: печ. Ал. Пъшев), 1979, 279 с. (Сер. Социология)
- Четиридесет крачки зрелост: Първите тридесет от тях: Десет години по-късно [Спомени]. София: Нар. младеж, 1981, 348 с. (Сер. Публицистика)
- Душевност и оцеляване: Размисли за характера на нашия народ <Из творчеството на Захари Стоянов и Иван Хаджийски>. Пловдив: Хр. Г. Данов (София: печ. Димитър Благоев), 1982, 332 с. Хабилитационен труд: БАН, Инст. по литература, 1986.
- Земя за обич [Сб. есета, импресии, разкази]. София: Воен. издателство, 1982, 199 с.
- Мисли насаме [Очерци]. София: Партиздат (В. Търново: печ. Димитър Найденов), 1982, 151 с.
- За Япония – като за Япония [Пътепис]. София: Профиздат, 1984, 168 с.
  - 2. изд. 1990 на П. К. Яворов, 184 с.
  - 3. изд. 1997 на Експертна фин агенция, 192 с.
- Баба знае две и двеста: Българският характер в нашите пословици и поговорки. Пловдив: Хр. Г. Данов, 1985, 215 с.
- Трите ключа: Или националният характер, производителността на труда и качеството [Очерк]. София: Профиздат, 1985, 135 с. (Библ. за профсъюзния архив, кн. 6) Хабилитационен труд: БАН, Инст. по литература, 1986.
- Монголия каквато ще я помня [Пътепис]. София: Държ. изд. Септември, 1986, 85 с.
- Фул макс: Повест и разкази. София: Изд. на БЗНС, 1986, 166 с.
- Българинът – познат и непознат [Изследване]. София: Воен. изд., 1987, 384 с.
- Земя на богове и хора; Перлата на вековете Пътеписи. София: БЗНС, 1988, 164 с.
- От зимата нататък Роман. София: Профиздат, 1988, 336 с.
- Там гдето...: Есета и етюди за българщината. София: Изд. на БЗНС, 1990, 184 с.
- И за Америка като за Америка [Пътепис]. – София: П. К. Яворов, 1991, 312 с.
  - 2. прераб. и доп. изд., 2000.
  - 3. прераб. и доп. изд., ИК Софи-Р, 2001, 279 с.
- Наричат ме Грейт Бритън: Бълг.-англ. пътни размишления. София: Гриф, 1991, 160 с.
- Бизнес и морал [Изследване] / Марко Семов, Георги Тончев. София: Съюз на изобретателите и рационализаторите в България, 1992, 126 с.
- Тъкмо да – и не! Почти пътепис / Ред. Наско Марков; Худ. Огнян Фунев. София: Видима – АМ, 1992 (Ямбол: Абагар), 119 с.
- Продай нивата – купи пушка!: Докум. киноповест за Новоселското въстание / Марко Семов, Ганко Цанов. София: Земя прес, 1995, 216 с.
- Народопсихология: Размисли върху написаното и ненаписаното за българската народопсихология и национален характер Т. 1. – Варна: Славена, 1995, 335 с.
- Народопсихология: Българинът и властта Т. 2. Варна: Славена, 1995, 381 с.
- Народопсихология: Комплексите и парадоксите в българския характер Т. 3. София: Унив. изд. Св. Климент Охридски, 1997, 323 с.
- Додето още ни има: Разкази и есета. София: Кинг, 1996, 152 с.
- Българска национална доктрина: България през двадесет и първи век Ч. 1.: Фундамент на българската национална доктрина / Отг. ред. Григор Велев. [Ст. Загора]: Знание, 1997, 127 с.
- От Мусагеница до Кайро Пътеписи / Марко Семов, Анастасия Савинова-Семова. София: Унив. изд. Св. Климент Охридски, 1997, 176 с. * Комплексите и парадоксите в българския характер. София: Унив. изд. Св. Кл. Охридски, 1997, 323 с.
- Балканджийски работи: Ловните истории – това друго оръжие на ловеца. София: Наслука, 1998 (София: Д. Благоев 2), 144 с.
- История на българите: Потребност от нов подход: Преоценки В 3 ч.: Ч. 2. / Марко Семов и др.; Състав. Петко Колев, Димитър М. Димитров; Под общ. ред. на Александър Фол. София: Тангра ТанНакРа Общобълг. Фонд., 1998. – 223 с.
- Добродетелите на българина: Какви ще влезем в новото хилядолетие. – София: Тангра ТанНакРа Общобълг. фонд., ([Хасково: Полиграфюг]), 1999, 300 с.
- С минало като в роман: Чужденците в политическия, материалния и духовния живот на българската столица: 1878 – 1908 г. / Марко Семов, Дончо Иванов. София: Агенция Балкан 94, 1999 (Хасково: Полиграфюг), 244 с.
- Когато сами си сваляме гащичките: Интервюта, статии, есета. Варна: Унив. изд. Варненски свободен унив. Черноризец Храбър, 2000, (Варна: График ООД), 282 с.
- Изповедта на една атомна централа / Марко Семов. – Козлодуй: [Без изд.], 2002, 175 с.
- Най-значимите българи на XX век [Енцикл. сборник] / Състав. и предг. Марко Семов; Ред. съвет Марко Семов и др. – София: Фонд. Дарование; Унив. изд. Св. Климент Охридски, 2002. – 468 с.: с портр.
- Българите = The Bulgarians Албум / Марко Семов и др.; Под общ. ред. на Александър Фол. София: Тангра ТанНакРа Общобълг. фонд., 2000, 136 с.
  - 2. изд., 2001.
  - 2. подобр. и доп. изд. – 2002, 155 с.
- Безкрайни хора [Спомени]. София: Д-р Иван Богоров, 2003, 152 с.
- Среща: Сб. разкази. Пловдив: ИМН, Хермес, 2003, 152 с.
- Цената Роман / Ред. Веселина Ковачева. София: Бълг. бестселър – Нац. музей на бълг. книга и полиграфия, (София: Унив. изд. Св. Климент Охридски) 2003, 337 с.
  - 2. изд. – 2004, 337 с.
- The Price / Transl. from the Bulg. by Maya Pencheva. Sofia: Bulg. Bestseller – Nat. Museum of Bulg. Books and Polygraphy, 2003, 319 p.

На англ. ез.
- Глобализацията и националната съдба: Сблъсъкът интереси – разум. София: Македония прес, София: Сепа инфома, 2004, 198 с.
- Съседи… И не само… Пътепис. София: ИК Хермес, 2004, 128 с.